# Batalla de Río de Oro
La Batalla de Río de Oro fue una acción de un solo barco librada en agosto de 1914 durante la Primera Guerra Mundial, cuando el crucero protegido inglés HMS Highflyer atacó al transatlántico alemán reconvertido en crucero auxiliar SS Kaiser Wilhelm der Grosse frente a la entonces colonia española del Sahara español (concretamente en Río de Oro) en la costa del noroeste de África. El buque alemán acabó hundido.

## Antecedentes

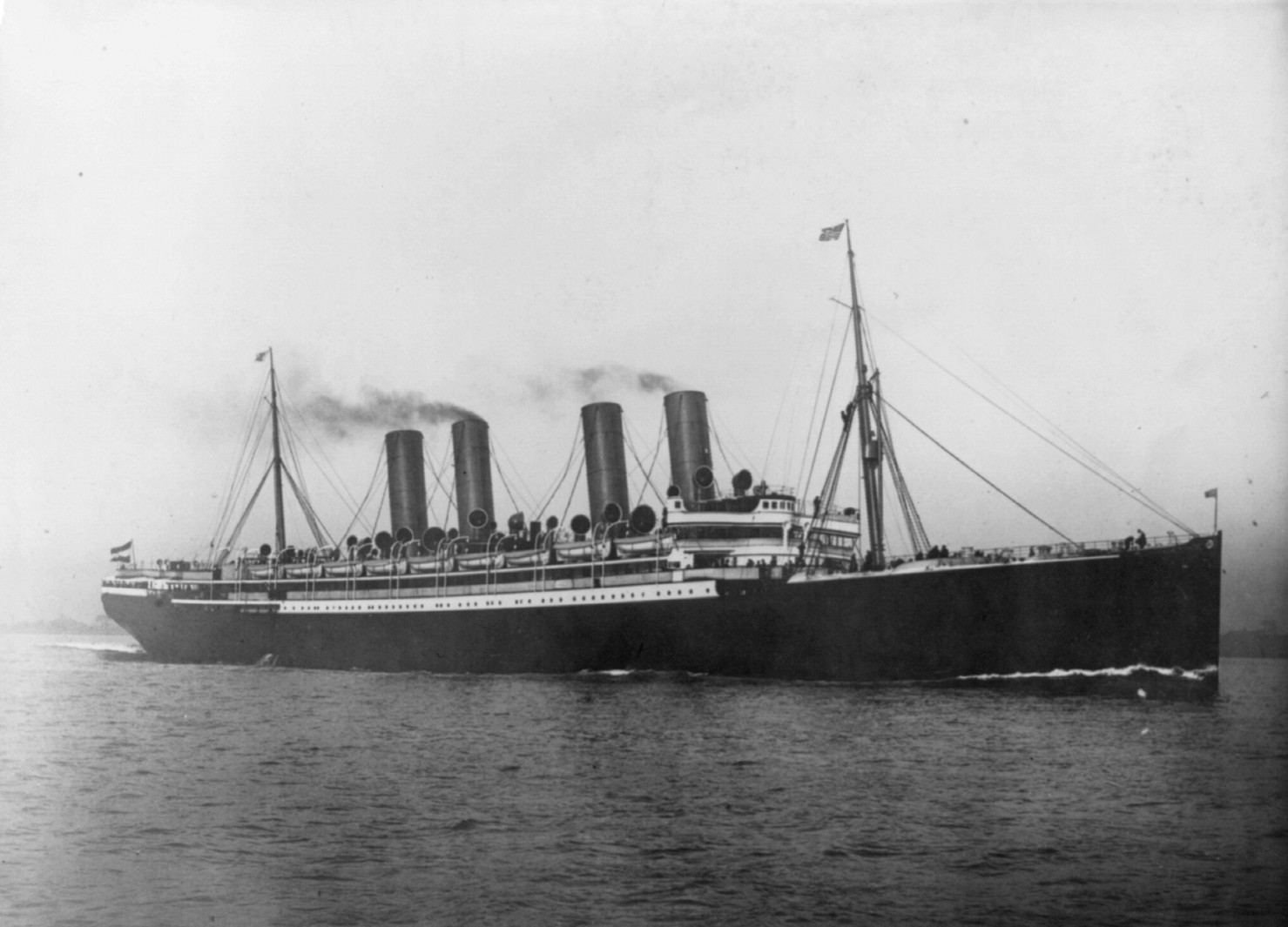
SS Kaiser Wilhelm der Grosse

Bajo el mando de Max Reymann, el buque de la Armada Imperial Alemana SS Kaiser Wilhelm der Grosse fue originalmente un transatlántico de pasajeros, construido en 1897, parte de la flota mercante alemana hasta que fue requerido para el servicio al estallar la Primera Guerra Mundial y equipado con seis cañones de 4 pulgadas y dos cañones de 37 milímetros. El buque alemán puso rumbo a una misión de asalto comercial en el Océano Atlántico.

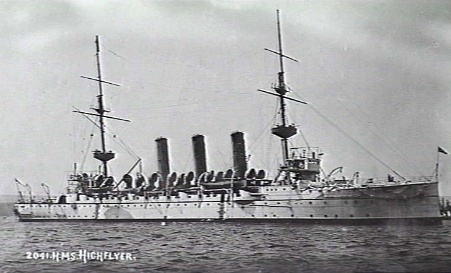
HMS Highflyer

Comandado por Henry T. Buller, el barco de la Royal Navy HMS Highflyer era un crucero protegido construido en 1898 con once cañones de 6 pulgadas, nueve cañones de 12 libras, seis cañones de 3 libras y dos tubos lanzatorpedos. La habían destacado para apoyar al 5º Escuadrón de Cruceros en la caza del asaltante alemán.

## Batalla
La batalla del 26 de agosto de 1914 comenzó cuando el asaltante alemán Kaiser Wilhelm der Grosse fue sorprendido en un puerto, tomando carbón de tres buques mineros alemanes y austrohúngaros. El Highflyer, superando en gran medida al crucero auxiliar alemán, primero exigió la rendición, pero el comandante alemán argumentó que los británicos habían violado la neutralidad de España.
Los británicos ignoraron esto porque los alemanes ya habían violado la neutralidad de España al tomar más de una semana para reabastecerse en un puerto neutral. Entonces comenzó una batalla: desde las 15:10 hasta las 16:45 los dos barcos se bombardearon, a veces esquivando los disparos. Finalmente, el Kaiser Wilhelm der Grosse agotó sus municiones y trató de huir de la batalla. Luego, la tripulación hundió el barco, llegó a la costa y escapó al desierto del Sahara.

## Consecuencias
Fuentes británicas en ese momento insistieron en que el crucero auxiliar alemán fue hundido por la tripulación del Highflyer, pero finalmente comenzaron a circular historias de los marineros alemanes sobrevivientes, lo que puso fin al reclamo de Gran Bretaña. Independientemente de si el barco fue hundido por los británicos o hundido por los alemanes, los británicos seguían siendo responsables de la desaparición del asaltante.
El Kaiser Wilhelm der Grosse se convirtió en el primer transatlántico de pasajeros en hundirse durante la Primera Guerra Mundial. El naufragio del asaltante comercial alemán fue identificable porque su lado de estribor permaneció por encima de la línea de flotación hasta que el barco fue desguazado en 1952 o, según otra fuente, hasta 1960. Solo entonces el barco fue desguazado. Un soldado británico murió en la batalla y otros seis resultaron heridos. Se desconocen las bajas alemanas. Los supervivientes fueron internados en Campo de internamiento de Amherst (Canadá). A mediados de 1916, el Tribunal de Presas otorgó a la tripulación del Highflyer 2.680 libras esterlinas por el hundimiento del barco alemán.